# Space Jam: O nouă eră
Space Jam: O nouă eră (titlu original: Space Jam: A New Legacy) este un film 3D de animație și comedie din 2021 produs de Warner Animation Group și distribuit de Warner Bros. Pictures.

## Povestea
Bine ați venit la Meciul Secolului! Campion de baschet și icon global, LeBron James, merge într-o aventură epică, atemporală alături de Gașca Tune și Bugs Bunny, cu filmul live-action „Space Jam: A New Legacy”, de la regizorul Malcolm D. Lee și o echipă inovatoare de filmare, inclusiv Ryan Coogler și Maverick Carter. Această călătorie de transformare are loc la intersecția a două lumi care dezvăluie cât de departe vor merge unii părinți pentru a se conecta cu copiii lor. Când LeBron și tânărul său fiu, Dom, sunt prinși într-un spațiu digital de un AI (Artificial Intelligence) necinstit, LeBron trebuie să-i aducă în siguranță acasă, conducând-i pe Bugs Bunny, Lola Bunny și întreaga bandă de Looney Tunes, foarte cunoscuți ca nedisciplinați, să câștige împotriva campionilor digitalizați ai AI pe teren: un număr semnificativ de profesioniști de baschet, așa cum nu ai mai văzut. Meciul Tunes versus Goons (Nătângi) este cea mai mare miză din viața sa, care va redefini legătura lui LeBron cu fiul său și va lumina puterea de a fi el însuți. Gașca Tunes gata de acțiune sparg convențiile, își supraîncarcă talentele unice și îl surprind chiar pe „King” James jucând jocul în felul lor.
James joacă alături de actorul nominalizat la Oscar, Don Cheadle (filmele „Avengers”, „Hotel Rwanda”), Khris Davis („Iuda și Mesia Negru”, „Atlanta” TV), Sonequa Martin-Green („The Walking Dead”, „Star Trek: Discovery”), nou-venitul Cedric Joe, Jeff Bergman („Looney Tunes Cartoons”), Eric Bauza („Looney Tunes Cartoons”) și Zendaya (viitoare„ Dune ”,„ Malcolm & Marie ”).
Lee („Girls Trip”, „Night School”) regizează dintr-un scenariu scris de Juel Taylor și Tony Rettenmaier și Keenan Coogler și Terence Nance. Producătorii filmului sunt Ryan Coogler, LeBron James, Maverick Carter și Duncan Henderson, iar producătorii executivi sunt Sev Ohanian, Zinzi Coogler, Allison Abbate, Jesse Ehrman, Jamal Henderson, Spencer Beighley, Justin Lin, Terence Nance și Ivan Reitman.
Echipa de creație din culise a regizorului include directorul de fotografie Salvatore Totino („Spider-Man: Homecoming”), producătorul de animație Troy Nethercott („Wonder Park”), designerii de producție Kevin Ishioka („The Mule”), Akin McKenzie ( „Când ne văd” de Netflix și Clint Wallace (viitoarele „Eternals”), editorul Bob Ducsay („Godzilla: Regele monștrilor”, „Star Wars Episodul VIII - Ultimii Jedi) și designerul de costume Melissa Bruning („Rampage”, „Războiul pentru planeta maimuțelor”). Muzica este de Kris Bowers („Greenbook”, „Bridgerton” de Netflix).
Warner Bros. Pictures prezintă o proximitate / The SpringHill Company Production, un film al lui Malcolm D. Lee, „Space Jam: A New Legacy”. Filmul va fi distribuit în întreaga lume de Warner Bros. Pictures. Acesta va fi lansat în cinematografe la nivel național pe 16 iulie 2021 și va fi disponibil în SUA pe HBO Max timp de 31 de zile de la lansare în cinematografe.

## Distribuție
- LeBron James - himself.
  - Alex Huerta - LeBron James
- Don Cheadle - Al-G Rhythm[16][17][18]
- Khris Davis - Malik
- Sonequa Martin-Green - Kamiyah James[19][20]
- Cedric Joe - Dominic "Dom" James[20]
- Ceyair J. Wright - Darius James[20][21]
- Harper Leigh Alexander - Xosha James[20]

### Distribuție voce
- Andra Gogan - Lola (voce română)[22]
- Jeff Bergman - Bugs Bunny, Sylvester, Yosemite Sam, Yogi Bear, și Fred Flintstone[23][24][25][26]
- Eric Bauza - Daffy Duck, Porky Pig, Elmer Fudd, Foghorn Leghorn, și Marvin the Martian[24][25][27][28]
- Zendaya[29] but it was later announced that Zendaya would be voicing her instead.[30] - Lola Bunny[25][31]
- Bob Bergen - Tweety[25][32]
- Jim Cummings - Tasmanian Devil[25][33]
- Gabriel Iglesias - Speedy Gonzales[25][34][35]
- Candi Milo - Granny[25][36]
- Paul Julian - Road Runner[37]
- Klay Thompson - Wet-Fire[38][39][40][25]
- Anthony Davis - The Brow[38][40][25]
- Damian Lillard - Chronos[38][40][25]
- Diana Taurasi - White Mamba[38][39][40][25]
- Nneka Ogwumike - Arachnneka[38][40][25]